# Entrata di bilancio (enti locali)
Per entrata nel bilancio comunale si intende una somma di denaro che l'ente ha a sua disposizione come risorsa per il finanziamento delle spese di gestione ed eventuali investimenti di lungo periodo che il Comune intende realizzare sul suo territorio.
L'entrata rappresenta una delle due categorie principali in cui viene suddiviso il bilancio e comprende tutti gli introiti che, a vario titolo, sono di competenza del comune in accordo alle proprie funzioni. Tra questi, si trovano sia le tasse che i contributi e le imposte che il Comune prevede di incassare nel suo territorio, nonché i trasferimenti che riceverà da enti regionali, statali o altri enti pubblici (Es: INPS).

## Gestione delle entrate
Una parte importante del bilancio comunale riguarda la gestione delle entrate (e, similmente, della spesa) che consiste nelle fasi attraverso cui si concretizza la realizzazione dell'entrata, intesa come l'acquisizione della somma di denaro da parte della Tesoreria comunale. Il ciclo si suddivide in tre fasi: 
- l'accertamento;
- la riscossione;
- il versamento.

### Accertamento
Nella fase di accertamento viene identificato il motivo per cui la somma di denaro deve essere pagata all'ente e, di conseguenza, si identificano:
- il motivo che giustifica l'entrata;
- l'idoneo titolo giuridico che giustifica la competenza del comune a incassare la somma di denaro corrispondente;
- la somma di denaro che si prevede incassare;
- il debitore.

Ad esempio, le entrate per imposte vengono accertate nel momento in cui si riconosce al Comune la competenza giuridica attribuitagli dallo Stato alla loro riscossione, si determinano le aliquote e si calcola quanto verrà incassato dal Comune al termine dell'anno.
Le entrate accertate vengono iscritte nel bilancio di previsione in accordo con la gestione di competenza. Eventuali discostamenti tra le entrate accertate e le entrate riscosse generano dei residui attivi da riportare nel bilancio consuntivo. È importante, infatti, sottolineare come l'accertamento di un'entrata non assicura che questa sia successivamente incassata: è infatti possibile che il Comune non riesca a riscuotere la somma dovuta e che, per conseguenza, si generi un residuo attivo.

### Riscossione
Se la somma di denaro è pagata entro il 31 dicembre la Ragioneria emette, su richiesta del settore competente, un ordinativo d'incasso, associato all'accertamento dell'entrata corrispondente, che attesta l'avvenuto pagamento. L'ordinativo di incasso, così come tutti gli atti attinenti all'accertamento, è identificato da un numero progressivo e dall'anno finanziario in cui è emesso. L'emissione dell'ordinativo di incasso rappresenta il momento della riscossione, ovvero il momento in cui la somma di denaro accertata viene effettivamente pagata dal soggetto debitore, a seguito dell'esistenza di un motivo e di un idoneo titolo giuridico.
Ad esempio, si tratta del momento in cui il cittadino provvede al pagamento di un'imposta e salda così il debito verso l'ente comunale.

### Versamento
La riscossione può coincidere con il versamento nel momento in cui il cittadino (o il soggetto terzo) paga la somma stabilita direttamente all'ente comunale; i due momenti differiscono quando il pagamento avviene in prima istanza verso un ente terzo (es. istituto di credito) che solo in seguito provvede al versamento nelle casse comunali.

## Struttura entrate
All'interno del bilancio comunale le entrate sono suddivise in:
1. Titoli
2. Tipologie
3. Categorie
4. Capitoli
5. Articoli

I primi tre punti corrispondono, rispettivamente, alla fonte di provenienza (titolo), alla tipologia di entrata (tipologia) e all'oggetto dell'entrata (categoria), mentre all'interno dei singoli capitoli (ed eventualmente degli articoli) viene imputata l'entrata. 
Ogni voce è, quindi, identificata da un codice numerico. Ad esempio l'"Imposta Municipale propria", è codificata come 1.01.01.06 che significa:
- 10 - Titolo Primo - Entrate correnti (Fonte di provenienza)
- 101 - Tipologia 101 - Imposte tasse e proventi assimilati (Tipologia di entrata)
- 06 - Categoria 06 - Imposta Municipale propria (Oggetto dell'entrata)

Di seguito il dettaglio della suddivisione, per titoli e tipologie. Si ricorda, inoltre, che al pari della spesa, le entrate si dividono in conto corrente e conto capitale, a seconda che finanzino la gestione quotidiana dei servizi offerti dall'ente comunale oppure gli investimenti di lungo periodo.

### Entrate in conto corrente
Le entrate in conto corrente comprendono il Titolo I, Titolo II e Titolo III delle entrate, e rappresentano tutte le risorse a disposizione dell'ente per il finanziamento delle spese di gestione annuali e l'erogazione dei servizi pubblici. Si tratta di entrate il cui andamento è simile di anno in anno e che derivano dal pagamento da parte dei cittadini di tributi o altre tariffe, da attività economiche complementari svolte dall'ente o da trasferimenti da parte di enti pubblici.

#### Titolo I - Entrate correnti di natura tributaria, contributiva e perequativa
Le entrate tributarie sono costituite dalle entrate di competenza comunale derivanti dalla riscossione dei tributi. Costituiscono la cosiddetta autonomia finanziaria di un comune, ovvero la sua capacità di provvedere autonomamente al finanziamento della spesa.
1. Imposte
2. Tasse
3. Tributi speciali ed altre entrate tributarie proprie

#### Titolo II - Trasferimenti correnti
Le entrate derivanti da contributi e trasferimenti da parte di enti terzi misurano, invece, il grado di dipendenza finanziaria del comune rispetto ad enti esterni.
1. Contributi e trasferimenti correnti dallo Stato
2. Contributi e trasferimenti correnti dalla Regione
3. Contributi e trasferimenti dalla regione per funzioni delegate
4. Contributi e trasferimenti da parte di organismi comunitari ed internazionali
5. Contributi e trasferimenti correnti da altri enti del settore pubblico

#### Titolo III - Entrate extratributarie
Le entrate extratributarie comprendono tutte le fonti di finanziamento del comune che non sono direttamente collegabili alla riscossione di tributi; comprendono, ad esempio, eventuali utili di aziende collegate o profitti ricavati dall'erogazione dei servizi pubblici o dall'affitto di beni immobili comunali a soggetti terzi.
1. Proventi dei servizi pubblici
2. Proventi dai beni dell'ente
3. Interessi su anticipazioni e crediti
4. Utili netti delle aziende speciali e partecipate, dividendi di società
5. Proventi diversi

### Entrate in conto capitale
Le entrate in conto capitale vanno invece a finanziare la spesa per infrastrutture e per l'acquisto di beni immobili, e per tutti i progetti di lungo termine che il comune intende realizzare nel suo territorio. L'andamento di questo lato delle entrate è più soggetto a variazioni che dipendono dalle scelte politiche della giunta comunale. Una parte sostanziale è rappresentata anche dalle entrate per mutui e prestiti che vengono spesso richiesti in caso di progetti di lungo termine.

#### Titolo IV - Entrate in conto capitale
Il Titolo IV rappresenta il primo titolo delle entrate in conto capitale e raggruppa i ricavi derivanti dalla vendita di beni immobili del comune, eventuali trasferimenti da parte dello Stato per la realizzazione di infrastrutture o altri progetti e la riscossione di crediti accumulati.
1. Alienazione di beni patrimoniali
2. Trasferimenti di capitale dallo Stato
3. Trasferimenti di capitale dalla Regione
4. Trasferimenti di capitale da altri enti del settore pubblico
5. Trasferimenti di capitale da altri soggetti
6. Riscossione di crediti

#### Titolo V - Entrate da riduzione di attività finanziarie
Comprende le entrate derivanti da decrementi di attività finanziarie.
1. Alienazione di attività finanziarie
2. Riscossione di crediti di breve termine a tasso agevolato o non agevolato
3. Riscossione crediti di medio-lungo termine a tasso agevolato o non agevolato
4. Riduzione di attività finanziarie

#### Titolo VI - Accensione Prestiti
Si tratta di categorie che identificano voci di denaro che l'ente comunale ha richiesto in prestito a enti terzi per il finanziamento della spesa in conto capitale.
1. Anticipazioni di cassa
2. Finanziamenti a breve termine
3. Assunzione di mutui e prestiti
4. Emissione di prestiti obbligazionari

#### Titolo VII - Anticipazioni da istituto tesoriere/cassiere
Sono entrate richieste dall'ente concesse dal tesoriere/cassiere in forma di anticipazioni di cassa erogate per far fronte a momentanee esigenze di liquidità. Non possono superare i tre dodicesimi delle entrate accertate nel penultimo anno precedente, afferenti ai primi tre titoli di entrata del bilancio.
Titolo VIII - Premi di emissione di titoli emessi dall'amministrazione

#### Titolo IX - Entrate per conto terzi e partite di giro
Le entrate da servizi per conto di terzi rappresentano un titolo unico che è interamente bilanciato dal titolo VI della spesa, "Spese da servizi per conto di terzi". Si tratta, generalmente, di cauzioni che l'ente comunale riceve per l'utilizzo di beni comunali da parte di enti terzi, che sono, in seguito, restituite attraverso la relativa voce di spesa. 
In parole semplici, il titolo IX delle entrate e il titolo VI della spesa sono titoli fittizi, il cui valore è sempre uguale, e che non hanno incidenza sul risultato di amministrazione complessivo.